# José Ortigoza
José Ortigoza (født 1. april 1987) er en paraguayansk fodboldspiller.

## Paraguays fodboldlandshold
| Paraguays landshold | Paraguays landshold | Paraguays landshold |
| År                  | Kmp                 | Mål                 |
| ------------------- | ------------------- | ------------------- |
| 2010                | 3                   | 2                   |
| 2011                | 0                   | 0                   |
| 2012                | 2                   | 1                   |
| Total               | 5                   | 3                   |